# Haus Kemmer
Das Haus Kemmer ist ein Bauwerk in Darmstadt. 

## Geschichte und Beschreibung
Das Haus Kemmer wurde im Jahre 1910 nach Plänen des Architekten Eugen Seibert erbaut.
Stilistisch gehört das Haus zum Neobarock.
Typische Details sind:
- pilastergerahmte Fassade
- das Mansardgeschoss
- biberschwanzgedecktes Dach

Das Haus Kemmer gehört zu den kleineren Bauten der neobarocken Gattung.

## Denkmalschutz
Das Haus Kemmer ist ein typisches Beispiel für den Neobarock in Darmstadt.
Aus architektonischen und stadtgeschichtlichen Gründen ist das Gebäude ein Kulturdenkmal.